# Brachysomida
Brachysomida is een kevergeslacht uit de familie van de boktorren (Cerambycidae). De wetenschappelijke naam van het geslacht werd voor het eerst geldig gepubliceerd in 1913 door Casey.

## Soorten
Brachysomida omvat de volgende soorten:
- Brachysomida atra (LeConte, 1850)
- Brachysomida bivittata (Say, 1824)
- Brachysomida californica (LeConte, 1851)
- Brachysomida rugicollis Linsley & Chemsak, 1972
- Brachysomida vittigera Linsley & Chemsak, 1972